# Bade Airport
Bade Airport är en flygplats i Indonesien.   Den ligger i provinsen Papua, i den östra delen av landet, 3 600 km öster om huvudstaden Jakarta. Bade Airport ligger 22 meter över havet.
Terrängen runt Bade Airport är mycket platt.  Trakten runt Bade Airport är nära nog obefolkad, med mindre än två invånare per kvadratkilometer. I omgivningarna runt Bade Airport växer i huvudsak städsegrön lövskog.